# Узники «Ямагири-мару» (повесть)
«У́зники „Ямаги́ри-ма́ру“» — повесть Кира Булычёва из цикла «Приключения Алисы», написанная в 1985 году. Повесть является экологической притчей, предостережением об опасности загрязнения океана. В повести заметно влияние романа «Большая глубина» Артура Кларка.

## Сюжет
Шестиклассники биологической станции выбирают себе дипломные задания на лето. Алиса Селезнёва собирается посетить подводное кладбище затонувших японских кораблей, потопленных американскими ВМС в начале 1944 года у атолла Моруту и за сто пятьдесят с лишним лет превратившихся в рукотворные рифы. Пашка Гераскин, ведомый романтическими мечтами о затонувших вместе с кораблями сокровищах, вызывается составить ей компанию.
Юные биологи прибывают на подводную ферму на острове Яп в Тихом океане. Их встречает профессор Аран Сингх, который рассказывает им о ряде таинственных происшествий в окрестностях фермы: кто-то уничтожил садок с осьминогами, несколько ферм жемчужниц и ручного кашалота Палау. От кашалота остался один скелет, следы зубов на костях не удалось идентифицировать.
Дав честное слово ни при каких обстоятельствах не покидать батискаф, Алиса и Паша направляются к атоллу Моруту. По прибытии в лагуну атолла Пашка нарушает запрет Сингха и купается в море, где его кусает неизвестная маленькая рыбка. Бортовой компьютер батискафа не может определить этот вид, но считает его недавней мутацией, происходящей из Марианской впадины. На следующий день биологи отправляются исследовать японские суда, затонувшие в лагуне атолла. Седьмым объектом становится военный транспорт «Ямагири-Мару», где Паша рассчитывает найти годовую добычу бирманских рубинов. Внутри корпуса герои случайно задевают манипулятором батискафа обветшавшую подпорку, и их заваливает многотонная масса покрытого кораллами судна.
Манипулятор батискафа застревает под грузом, вывести батискаф не получается. Под грудой металла не работает связь. Паша предлагает выйти наружу в скафандре и горелкой перерезать манипулятор. Обученная подводному делу Алиса берёт это на себя, но уже в переходной камере её чуть не съедают маленькие бесцветные рыбки, такие же, как та, которая напала на Пашку. На станции не знают, куда именно отправились ребята. Оказавшись в ловушке, герои наблюдают, как рыбки уничтожают незваных пришельцев. Вскоре колония во главе с гигантской королевой, видимо, потревоженная вторжением батискафа, покидает «Ямагири-Мару», но в трюме ещё остаются сотни рыбок. Паша решает пробить обнаруженную цистерну с мазутом, растёкшееся топливо отгоняет рыбок-убийц. Мальчик выходит наружу и отрезает горелкой застрявший манипулятор. С трудом ребята выводят батискаф из трюма «Ямагири-Мару», бросаются в погоню за косяком рыбок и захватывают сетью их королеву.
Аран Сингх благодарит юных биологов за раскрытие этой тайны. Согласно научным данным, рыбы, обитавшие в Марианской впадине, мутировали, потому что в прошлом туда сбрасывали контейнеры с радиоактивными отходами. Люди приступают к обезвреживанию других стай рыб-убийц.
Починив батискаф, ребята направляются к атоллу Трук, но не находят там никаких сокровищ.

## Публикации и экранизации
В 1987 году повесть напечаталсь в журнале «Юный техник»
В 1988 году вышел кукольный мультфильм «Узники „Ямагири-Мару“».

### Сноски
1. ↑  В действительности японский транспорт «Ямагири-Мару» (山霧丸) водоизмещением 6439 тонн был потоплен 17-18 февраля 1944 года на якорной стоянке Императорского флота Японии на Труке в ходе американской операции Хейлстоун, что примерно на 1500 км восточнее описываемых событий. Транспорт перевозил 46 см снаряды для линкоров типа «Ямато».[источник не указан 449 дней]